# Хейвуд, Эдди
Эдвард Хейвуд младший (англ. Eddie Heywood; 4 декабря 1915, Атланта, Джорджия — 3 января 1989, Майами-Бич, Флорида) — американский джазовый пианист, находившийся на пике своего творчества в 1940-х и 1950-х годах.

## Жизнь и творчество
Родился в городе Атланта, штат Джорджия,США. Его отец, Эдди Хейвуд-старший, также был джазовым музыкантом в 1920-х годах и обучал его с 12 лет в качестве аккомпаниатора, играющего в пит-бэнде в театре водевиля в Атланте, иногда аккомпанируя таким певицам, как Бесси Смит и Этель Уотерс. Хейвуд переехал сначала в Новый Орлеан, а затем в Канзас-Сити, когда водевиль стал заменяться звуковыми картинками. Он играл с Кларенсом Лавом с 1939 по 1940 год уже после переезда в Нью-Йорк в 1938 году. В 1939-40 он играл с Бенни Картером. 
Как постоянный пианист Village Vanguard в Гринвич-Виллидж и лидер трио, он аккомпанировал многим певцам своего времени.
После создания своей группы время от времени аккомпанировал Билли Холидей в 1941 году. В 1943 году Хейвуд исполнил несколько соло на свидании квартета Коулмана Хокинса.
После создания своей группы Хейвуд время от времени аккомпанировал Билли Холидей в 1941 году. В 1943 году исполнил несколько соло на свидании квартета Коулмана Хокинса (включая «Человек, которого я люблю») и собрал секстет, включив туда Дока Читэма, Вик Дикенсон, Лем Дэвис, Эл Лукаса  и Джек Паркер. После того, как их версия «Begin the Beguine» стала хитом в 1944 году, у группы было три успешных года. "Begin the Beguine" был продан тиражом более миллиона копий и получил золотой диск от RIAA.

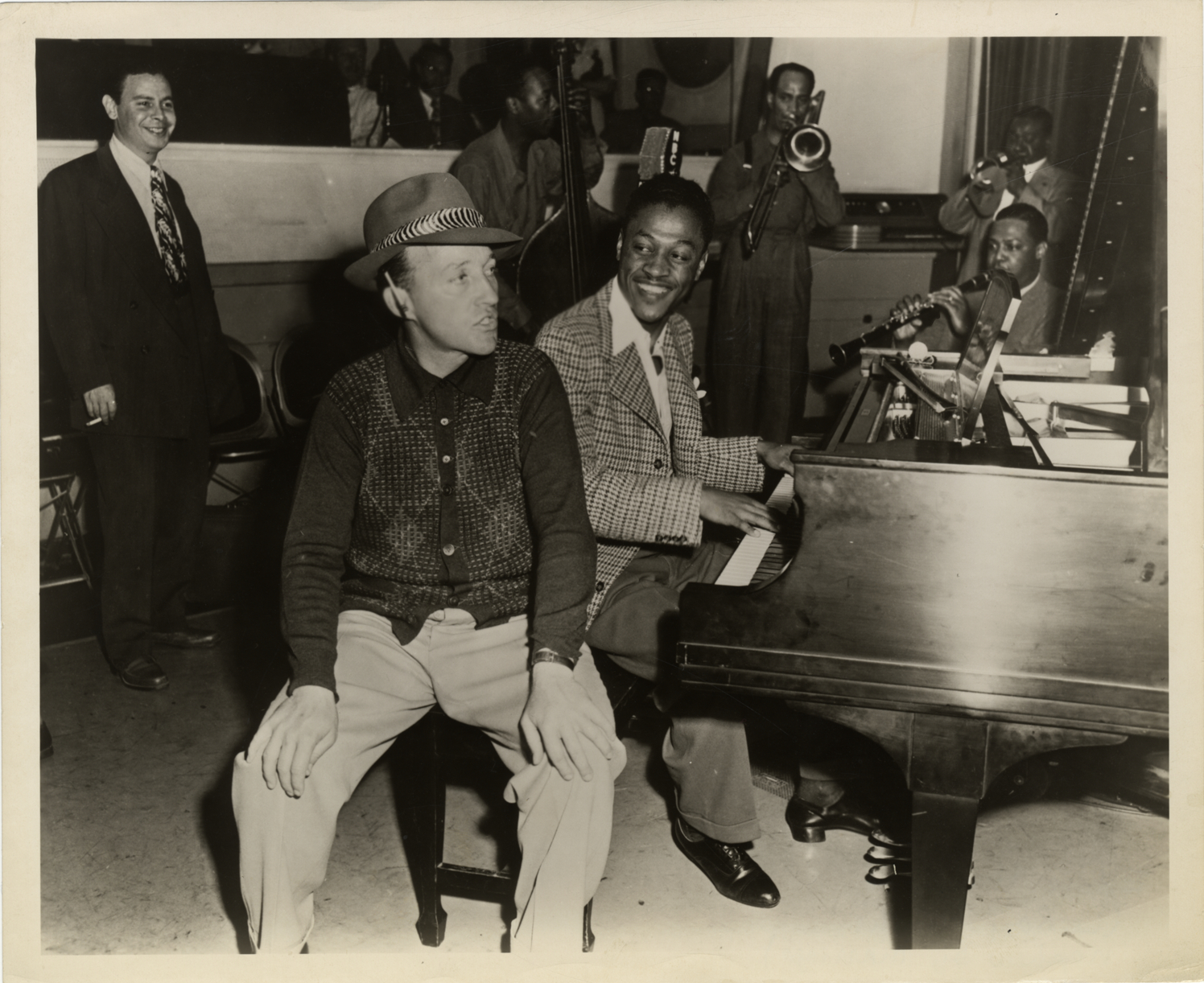
Эдди Хейвуд и Бинг Кросби за Фортепиано

В 1947 году он был поражен частичным параличом рук и не мог выступать перед этим успев сыграть в двух фильмах с Бингом Кросби («Темный угол», «Выпускной выпускной»). Однако он вернулся на сцену в 1951 году. В 1950-х сочинил и записал «Land of Dreams» и «Soft Summer Breeze» (1956), которые заняли 11-е место в чарте Billboard. Его запись 1956 года собственной композиции "Canadian Sunset", которую он сделал с Хьюго Винтерхальтером и его оркестром для RCA Victor, достигла 2-го места. После второго частичного паралича с 1966 по 1969 год Хейвуд снова вернулся и продолжил свою карьеру вплоть до 1980-х годов.
Хейвуд умер дома в Майами-Бич, Флорида, в возрасте 73 лет. Болезнь Паркинсона осложнилась болезнью Альцгеймера, и Хейвуд в течение пяти лет страдал от проблем со здоровьем.

## Заслуги
Звезда Славы в Голливуде на Вайн-стрит, 1709.

## Отсылки и наследие
В биографической драме Ирландец (The Irishman) звучит композиция в его исполнении под названием "Canadian Sunset"